# 本田英郎
本田英郎（ほんだ ひでお、1964年12月6日 - ）は、日本の編集者、クリエイティブ・ディレクター、教員。mube主宰（ウェブサイト「あなたに映画を愛しているとは言わせない」など）。文化学院総合芸術学科文芸コース長。青山学院大学総合文化政策学部兼任講師ならびに同・青山コミュニティラボ講師。

## 来歴
東北大学文学部社会学科卒業。NTT出版では、コミュニケーション論、メディア社会論、アート&サイエンス論を中心とした、書籍・雑誌・展覧会カタログ・映像企画・シンポジウム企画ほか、NTTの文化施設ICCのプロジェクトに参画。機関誌『インターコミュニケーション』の編集と同施設のカタログブック、ICCブックスの創刊などに携わる。現在は、出版物のプロデュースをしながら教鞭をとる。文化学院では「取材ライティング」「メディア演習」など、青山学院大学総合文化政策学部では「コミュニケーション論」「メディアと政治」を担当する。同大学の青山コミュニティラボではメディア制作の実践を指導する。

## 共編著

### NTT出版
- 『マルチメディア社会と変容する文化 ⅰ〜ⅲ』（1997〜2000年、ICC監修）。
- 『フォーサイス1999』（1999年、浅田彰監修）。
- 『情報の空間学』（1999年、村上陽一郎、柏木博、香山リカ、黒崎政男ほか）。
- 『せんだいメディアテーク　コンセプトブック』（2003年）。
- 『力の論理を超えて　ル・モンド・ディプロマティーク1998-2002』（2003年）。
- 磯崎新『オペラシティの彼方に』（1997年）。
- 伊藤俊治 『電子美術論』（1999年）。
- 港千尋『自然　まだ見ぬ記憶へ』（2000年）。
- スーザン・ソンタグ『この時代に想う　テロへの眼差し』（2002年）、『良心の領界』（2004年）、『同じ時のなかで』（2009年）。
- マーシャル＆エリック・マクルーハン『メディアの法則』（2002年）。
- ジャン・ボードリヤール『パワー・インフェルノ』(2003年)。
- 蓮實重彦『映画への不実なる誘い』（2004年）、『ゴダール マネ フーコー 思考と感性とをめぐる断片的な考察』（2008年）。
- 坂本龍一／後藤繁雄『skmt2』（2006年）。

#### その他
- 『ル・コルビュジェ展』展覧会カタログ（2007年、森美術館）。
- 『環境知能のすすめ』（2008年、NTTコミュニケーション科学基礎研究所、東浩紀、下條信輔ほか、コーデックス・アーカイヴス&パブリッシング）。
- 『これからのメディアをつくる編集デザイン』（2014年、青山学院大学大学院社会情報学研究科ヒューマンイノベーションコース編、フィルムアート社）。

## シンポジウム
- 『インターコミュニケーション』創刊記念シンポジウム「電子情報化社会のメディアとコミュニケーション（1992年、原宿クエスト／浅田彰、伊藤俊治、彦坂裕、武邑光裕、エドモン・クーショ、ジョナサン・クレーリー）。
- 「Anyシンポジウムin東京」（2000年、紀伊国屋ホール／柄谷行人、岡崎乾二郎　ほか）。
- 「この時代に想う 共感と相克　9.11を超えて——スーザン・ソンタグ氏と語る」（2002年、ICC／スーザン・ソンタグ、浅田彰、木幡和枝、磯崎新、姜尚中、田中康夫）。
- 「ネットワーク社会の文化と創造」（2006年、ICC／浅田彰、宮台真司、斎藤環、藤幡正樹）。

## 映像
- 『ICCインタヴューシリーズ「アート＆サイエンスの現在」』、企画・プロデュース。
- NTTコミュニケーション科学基礎研究所「環境知能プロジェクト」、企画・プロデュース。

## ウェブ
- 「あなたに映画を愛しているとは言わせない」、企画・編集。